# Fome na Somália em 2017

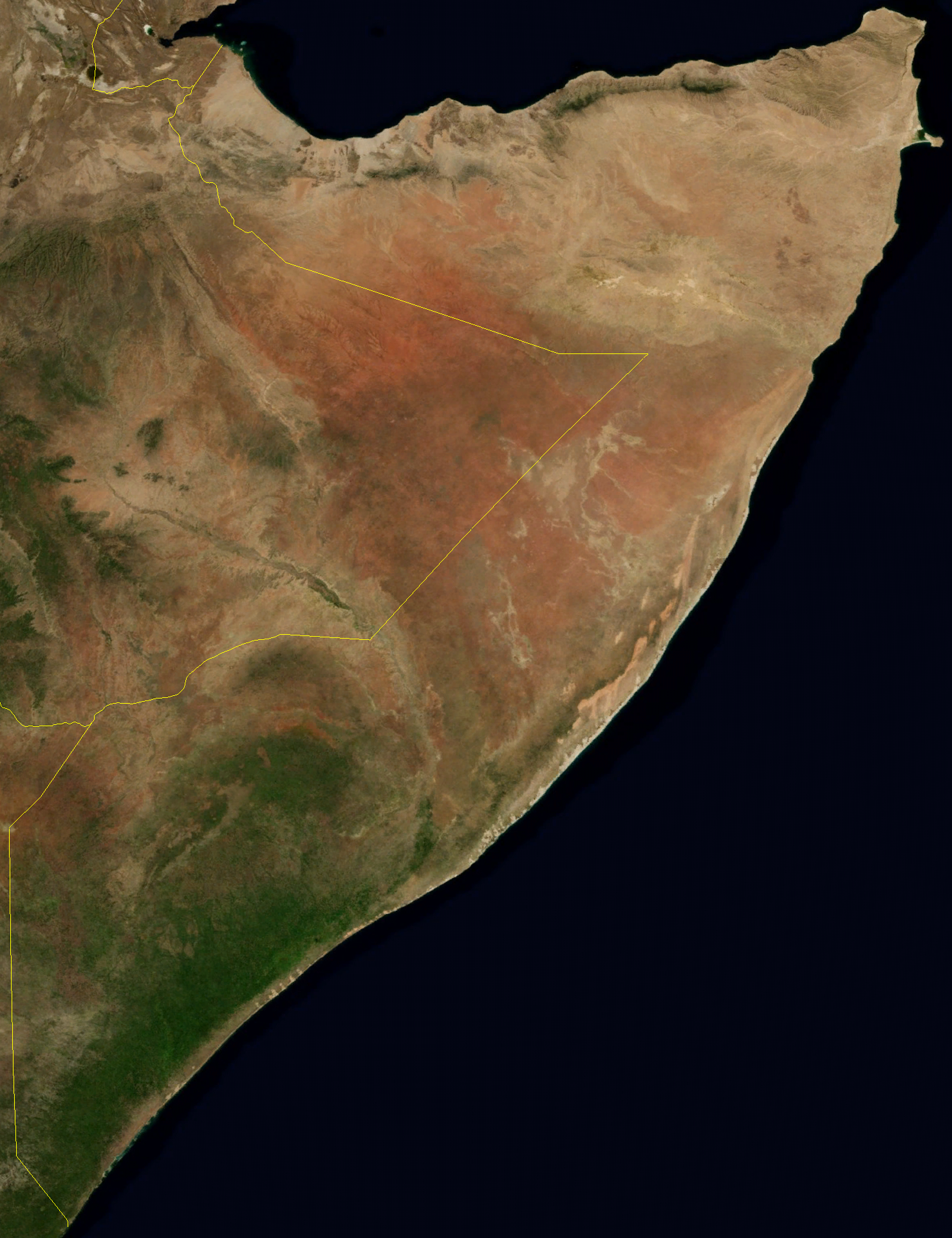
Imagem de satélite da Somália em novembro de 2004, um ano normal.

A fome de 2017 na Somália, um dos países mais pobres da África, foi a terceira em 25 anos. Seguiu a fome de 1991-1992 e a crise alimentar de 2011: esta última causou 260.000 mortes. Isso ocorre enquanto o país está em guerra civil desde o inicio da década de 1990 e grande parte da população é deslocada para fugir da violência das milícias Al-Shabaab. De novembro de 2016 a junho de 2017, 700.000 pessoas fugiram de suas casas para os campos de deslocados internos. Devastado pela guerra civil, desde 1991, o Estado somali desintegrou-se, dando lugar a uma luta pelo poder entre grupos armados e gangues criminosos. Sem autoridade, o país sofreu com a fome. No entanto, a causa imediata dessa crise alimentar não é o conflito, mas a seca. Menos catastrófica que a de 2011, a fome terminou em junho de 2017.

## Desenvolvimento
Em 28 de fevereiro, o presidente Mohamed Abdullahi Mohamed, eleito no dia 16 do mesmo mês, decretou estado de "desastre nacional" e apelou por ajuda internacional. Na primavera de 2017, a taxa geral de desnutrição da região era superior a 30%. 3,2 milhões de pessoas precisam de ajuda alimentar de emergência. Seca, pobreza e insegurança levaram mais de 1,8 milhão de pessoas ao exílio. Quase uma em cada seis pessoas não tem mais um lar. Metade da população, ou 6,2 milhões de pessoas, esperavam ajuda alimentar de emergência, de acordo com a Organização Mundial da Saúde. O número de crianças que sofrem de desnutrição aguda é de 1,4 milhões. A estação chuvosa, que começa em abril, foi anormalmente fraca e irriga apenas o norte do país, o centro e o sul permanecem desprovidos.

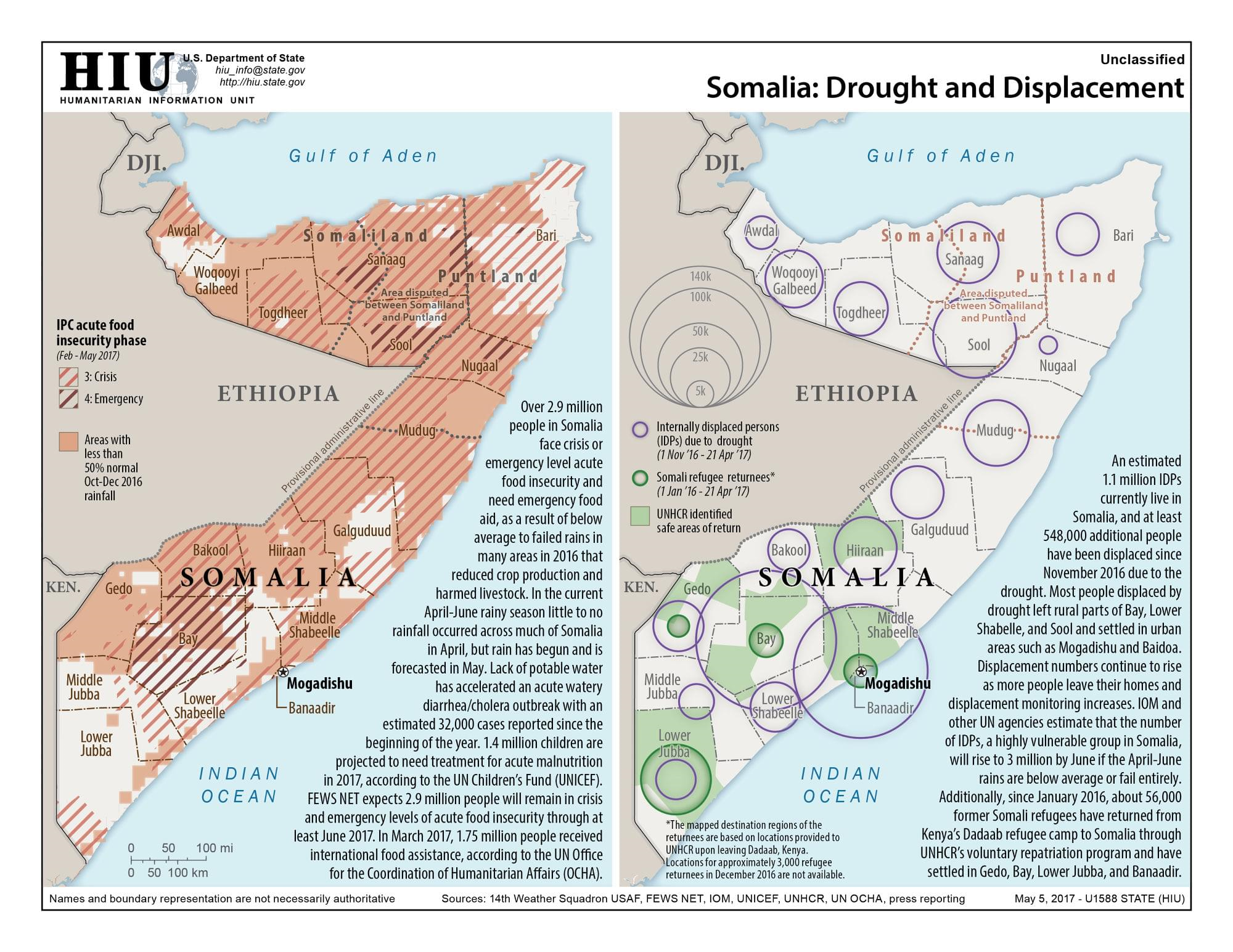
Seca e deslocamento da população em 2016-2017. À esquerda, precipitação inferior a 50% do normal (em rosa), fome (hachuras vermelhas) e crise alimentar aguda (hachuras marrons). À direita, deslocamentos; as zonas de relativa segurança estão em verde.

A falta de alimentos promove a disseminação de doenças como cólera, sarampo e diarreia aguda. De fevereiro a junho de 2017, a cólera afetou 45.000 pessoas e matou 738 pessoas em quinze das dezoito regiões do país. Uma conferência internacional, realizada em 11 de maio de 2017 em Londres, planeja restaurar a autoridade estatal da Somália e acabar com a fome e a guerra. Para restabelecer a segurança, a Missão da União Africana na Somália, uma força armada de 22.000 homens fornecida por vários países africanos, tem seu mandato prorrogado, mas terá que deixar o país em maio de 2018. Os resultados são incertos e o país sobrevive com a ajuda da diáspora somali, estimada em 1,3 bilhão de dólares por ano, mais do que a ajuda internacional, que não excede 1 bilhão. O número de deslocados aumentou de 1,6 para 2,5 milhões de pessoas.

## Fim da crise
No final de junho de 2017, quando a estação chuvosa terminou, "evitamos o cenário de desastre de 2011", de acordo com o embaixador da União Europeia. A crise alimentar foi temporariamente resolvida, o novo governo somali restaurou a confiança e pode pagar seus funcionários públicos, mas sua autoridade é precária diante da corrupção endêmica, das peculiaridades das regiões e da retomada dos ataques do Al-Shabaab.
Segundo o Conselho Norueguês para os Refugiados, a ação rápida do setor humanitário evitou o pior, mas a situação humanitária do país permanece frágil, como demonstrado pelas inundações em novembro de 2019.